# Slag bij Zorndorf
De Slag bij Zorndorf is een veldslag die werd uitgevochten op 25 augustus 1758, tijdens de Zevenjarige Oorlog. De slag vond plaats bij een dorpje in Pruisen genaamd Zorndorff (tegenwoordig Sarbowino, Polen).
In augustus 1758 trokken 43.000 Russische troepen onder Willem Fermor op tot 100 kilometer van Berlijn. Ze stonden op het punt om zich bij de Oostenrijkers onder veldmaarschalk Daun te voegen. Koning Frederik II van Pruisen wist dat het lot van Berlijn bezegeld zou zijn als zijn vijanden zich bij elkaar zouden kunnen voegen en besloot daarom hun plannen een stap voor te blijven door zich naar het Russische achterland te verplaatsen. Fermor, die op dat moment Küstrin belegerde, hoorde van deze manoeuvre na een uitval van Kozakken. Hij verbrak de belegering en nam een gunstige positie in bij Zorndorf, 10 kilometer ten zuidoosten van Küstrin.
Op 25 augustus viel Frederiks infanterie een Russisch "observatiekorps" aan, dat alleen uit jonge dienstplichtigen bestond. De Russen hielden stand totdat de beroemde cavalerie van Friedrich Wilhelm von Seydlitz hen aanviel. De Russische cavalerie vocht met de Pruisen, maar werd op de vlucht gejaagd. Ze vluchtten in de richting van de Russische infanterie. In de war gebracht door stofwolken en kruitdampen zagen deze hen echter aan voor Pruisen en namen ze onder vuur met artillerie. Tegelijkertijd viel Frederiks infanterie de linkervleugel van het Russische leger aan.
In de daaropvolgende strijd raakten beide partijen snel door hun kruit heen, waarna ze in man-tegen-mangevechten verwikkeld raakten. Er werd gezegd dat een Russisch detachement een aantal wijnvaten wist te bemachtigen en zichzelf de vergetelheid indronk. Toen een aantal Pruisische bataljons tekenen van vermoeidheid begonnen te vertonen, voerde Frederik zelf aan bij een nieuwe aanval. Tijdgenoten omschreven de slag als de bloedigste van de 18e eeuw. Een Pruisische officier schreef dat 
"Russische lichamen lagen in rijen in het veld. Ze kusten hun kanonnen terwijl hun lichamen in stukken werden gehakt door onze sabels, maar ze trokken zich niet terug."
Na de slag deed Frederik de beroemde uitspraak dat 
"het makkelijker is om de Russen te doden dan om ze te verslaan."
De hevige gevechten duurden totdat de nacht viel. Op dat moment was 80% van het observatiekorps gesneuveld. De verliezen voor beide zijden geschat op 32%. De Pruisen verloren 12.800 man, de Russen meer dan 18.000. De slag eindigde echter onbeslist. Hoewel de Russen de volgende dag nog in het bezit van het slagveld waren, trok Fermor zich als eerste terug in de richting van Landsberg. Door zijn terugtocht slaagden de Russen er niet in zich bij hun Oostenrijkse bondgenoten te voegen, waardoor Frederik de slag als een overwinning kon opeisen. Sommige Russische historici betwisten deze conclusie echter nog steeds.

## Verdere bronnen
- Koch, H.W. A History of Prussia. Barnes & Noble, Inc., 1993. ISBN 0880291583
- Konstam, Angus. Russian Army of the Seven Years War, Part 1. Osprey Publishing, 1996. ISBN 1855325853.
- Millar, Simon. Zorndorf 1758. Osprey Publishing, 2003. ISBN 1841766968.